# 曾育麟
曾育麟（1930年—），男，汉族，四川成都人，中国药学家，曾任云南省药品检验所所长，中国药学会理事，云南省政协常委。